# Мішель Фо
Міше́ль Фо (фр. Michel Fau; нар. 1964, Ажен, деп. Лот і Гаронна, Франція) — французький актор, комік і театральний режисер.

## Біографія
Мішель Фо народився у 1964 році в Ажені (департамент Лот і Гаронна у Франції). У 18 років він покинув рідне місто для навчання в Національної консерваторії драматичного мистецтва в Парижі. Навчався там з 1986 по 1989 рік в класах Мішеля Буке, Жерара Дезарте і П'єра Віаля.
На театральній сцені Фо регулярно виступав в усіх постановках Олів'є Пі; працював також з Жаном Жиллібером, Жаком Вебером, Альбером Дюпонтелем, Сандрін Кіберлен, Гаспаром Ульєлем, Жулі Депардьє та ін.
Кінодебют Мішеля Фо відбувся у фільмі «Сірано де Бержерак», зрежисованому Жаном-Полем Раппно у 1990 році. З тих пір знімається у кіно нечасто, віддаючи перевагу роботі в театрі. Знімався у таких режисерів як Альбер Дюпонтель, Домінік Молль, Олів'є Пі, Софі Блонді, Франсуа Озон, Бенуа Жако, Ноемі Львовскі.
У 1998 році актор отримав Приз Жерара Філіпа міста Парижа за роль-монолог у «Гієнах» Крістіана Симеона.
У 2014 році Мішель Фо зіграв у постановці «Мізантропа» за Мольєром, за що його було висунено на здобуття «Премії Мольєра» у двох категоріях: «Найкращий актор» і «Найкращий режисер».
У 2015 році актор знявся разом з Катрін Фро і Андре Марконом у драмі Ксав'є Джаннолі «Маргарита» та отримав за роль у цьому фільмі свою першу номінацію на «Сезара»-2016 в категорії «Найкращий актор другого плану».
Мішель Фо веде викладацьку діяльність в Національній консерваторії драматичного мистецтва в Парижі та на Курсах Флоран.

## Фільмографія
| Рік  |    | Українська назва                   | Оригінальна назва                   | Роль              |
| ---- | -- | ---------------------------------- | ----------------------------------- | ----------------- |
| 1990 | ф  | Сірано де Бержерак                 | Cyrano de Bergerac                  | 2-й поет Рагену   |
| 1993 | кф | Перепочинок                        | Relâche                             | молодий актор     |
| 1999 | ф  | Божевільний творець                | Le créateur                         | Ніколя            |
| 2000 | ф  | Гаррі — друг, який бажає вам добра | Harry, un ami qui vous veut du bien | Ерік              |
| 2000 | тф | Очі закриті                        | Les yeux fermés                     | Мішель            |
| 2002 | ф  | Басейн                             | Swimming Pool                       | перший чоловік    |
| 2005 | ф  | Фун                                | Foon                                | міс Персик        |
| 2005 | тф | Марія-Антуанетта                   | Marie Antoinette                    | Луї XVI           |
| 2006 | тф | Бандит Гаспар                      | Gaspard le bandit                   | Рібу              |
| 2007 | кф | Один крок позаду                   | Un train de retard                  | Ерік              |
| 2007 | ф  | І нехай усе танцює!                | Faut que ça danse!                  | психіатр          |
| 2011 | с  | У пошуках втраченого часу          | À la recherche du temps perdu       | Жуп'єн            |
| 2011 | ф  | Реквієм по вбивці                  | Requiem pour une tueuse             | керівник оркестру |
| 2013 | ф  | 9 місяців суворого режиму          | 9 mois ferme                        | гінеколог         |
| 2014 | ф  | Настільний цитатник                | Brèves de comptoir                  | письменник        |
| 2015 | тф | Арлетті. Злочинна пристрасть       | Arletty, une passion coupable       | Саша Гітрі        |
| 2015 | ф  | Маргарита                          | Marguerite                          | Атос Пецціні      |
| 2016 | ф  | Біди Софі                          | Les malheurs de Sophie              |                   |
| 2017 | ф  | Наші божевільні роки               | Nos années folles                   | Самюель           |

## Режисерські постановки (вибірково)
Театр
- 2007 : Мадам Баттерфляй за Дж. Пуччіні
- 2007 : Бастьєн і Бастьєнна за В. А. Моцартом
- 2010-2011 : Ляльковий будиночок за Генріком Ібсеном
- 2010-2011 : Ноно за Саша Гітрі
- 2014 : Мізантроп за Мольєром

Опера
- Засуджений до смерті — адаптація Жана Жене, монодрама Філіпа Капдена́
- Тоска Джакомо Пуччіні
- Так чинять усі Моцарта
- Ріголетто Джузеппе Верді
- Євгеній Онєгін П. І. Чайковського
- Бастьєн і Бастьєнна Моцарта
- Мадам Баттерфляй Джакомо Пуччіні
- Любов до трьох апельсинів С. Прокоф'єва
- Дардан Ж.-Ф. Рамо

## Визнання
| Рік            | Категорія/Нагорода            | Фільм     | Результат | Результат |
| -------------- | ----------------------------- | --------- | --------- | --------- |
| Премія «Сезар» |                               |           |           |           |
| 2016           | Найкращий актор другого плану | Маргарита | Номінація | [ 4 ]     |